# Старый Сарай
Сара́й (Ста́рый Сара́й, Сара́й-Бату́, Сара́й аль-Махруса) — город, находившийся в низовьях Волги. Столица Золотой Орды.

## Название
Название Сарай переводится как «дворец». Это слово заимствовано тюрками из персидского языка. Другой вариант перевода — «орда» или «ставка». На ряде монет, выпущенных в XIV веке, место чеканки обозначено как Сарай ал-Махруса («Дворец Богохранимый»). По одной из версий, данный эпитет относится не к Старому, а к Новому Сараю. В ряде персидских источников Старый Сарай упомянут под названием Сарай-Бату. По мнению В. Л. Егорова, к этому же городу относится и название Сарай-Берке. А. Ю. Якубовский считал, что топоним Сарай-Берке обозначает Новый Сарай. Г. А. Фёдоров-Давыдов полагал, что оба эти названия условны и не имеют однозначного соответствия Старому и Новому Сараям. Вопрос соотношения названий Сарай-Бату и Сарай-Берке остаётся неясным.

## История
Город основан в начале 50-х годов XIII века. Первое упоминание Сарая содержится в книге Гильома Рубрука, побывавшего здесь в 1254 году. Путешественник сообщал, что Сарай (лат. Sarai) — это «новый город, построенный Бату на Этилии». В это время город, вероятно, был ещё невелик и не отличался богатством архитектуры. Сарай (старофр. Assara) упомянут в описании странствий венецианских купцов Никколо и Маффео Поло, отца и дяди известного путешественника Марко Поло. Не позднее 70-х годов XIII века в Сарае начался выпуск монеты. В 1261 году город стал центром новообразованной Сарайской епархии Русской церкви, в 1315 году — центром католического епископства. Даже в период расцвета Сарай не был постоянной резиденцией хана, кочевавшего вместе с Ордой.
Согласно сообщению арабского историка и географа Абу-л-Фиды, Сарай являл собой «великий торговый порт и рынок тюркских рабов. Его основание приписывают Бату, потомку Чингиз-хана». По свидетельству флорентийского купца Франческо Балдуччи Пеголотти, через Сарай (итал. Sara) пролегал главный торговый путь из Крыма в Китай. В примечаниях к карте мира Пьетро Весконте, предположительно, составленных Марино Санудо Торселло, Сарай (лат. Sara) назван самым большим городом Кумании. Согласно тосканскому торговому руководству, из Сарая (итал. Sarra) экспортировались на запад «сырой шелк всякого сорта, шелковые ткани и шелковые ткани с золотом всякого сорта, и сырой беличий мех, и балыки осетров в большом количестве, и рыбья икра, то есть буттараги, и бычьи и лошадиные шкуры, необработанные и засоленные, в большом количестве». В город привозились на продажу «льняные полотна всякого сорта, хлопок Сирии всякого сорта, стаметы белые и крашеные всякого сорта, камлоты всякого сорта, и шафран, олово жезлами, и утонченная медь кусками, кораллы, очищенные и неочищенные, и янтарь, и свинец, и ртуть, и киноварь, и серебро слитками венецианского сплава».
Арабский географ Аль-Омари характеризовал Сарай как «небольшой город между песками и рекою», в котором хан Узбек основал «медресе для науки, (потому что) он очень предан науке и людям ея». Аль-Омари сообщал, что «город Сарай построен Беркеханом на берегу Туранской реки (Итиля). Он (лежит) на солончаковой земле, без всяких стен». Здесь действовали «рынки, бани и заведения благочестия»; посреди города находился пруд.
Путешественник Ибн Баттута описывал Сарай-Берке как город, «достигший чрезвычайной величины, на ровной земле, переполненный людьми, с красивыми базарами и широкими улицами». По его словам, город населяли «разные народы, как то монголы — это (настоящие) жители страны и владыки (ея); некоторые из них мусульмане; асы, которые мусульмане; кипчаки; черкесы; русские и византийцы, которые христиане. Каждый народ живет в своем участке отдельно; там и базары их. Купцы же и чужеземцы из обоих Ираков, из Египта, Сирии и др. мест живут в (особом) участке, где стена ограждает имущество купцов». Историк Ибн Арабшах писал, что Сарай «был один из величайших городов по положению (своему) и населеннейший по количеству народа».
В 1332 году хан Узбек заложил город Новый Сарай, в котором и скончался. В начале 40-х годов XIV века, при хане Джанибеке, Новый Сарай обрёл столичные функции, в нём началась чеканка монет с легендой Сарай ал-Джедид. По мнению Ф. В. Баллода, Новый Сарай существовал уже в 20-х годах XIV века, и именно к нему относится описание Абу-л-Фиды и более поздних авторов. Согласно Баллоду, Старый Сарай упомянут у арабского географа под названием Эски-Юрт. Г. А. Фёдоров-Давыдов полагал, что Абу-л-Фида, Ал-Омари и Ибн Баттута описывали Старый Сарай. Он отверг соотнесение этого города и Эски-Юрта. А. В. Пачкалов предположил, что на месте первой ордынской столицы во второй половине XIV века возник город Кандак. Он счёл, что описания Ибн Баттуты и Ибн Арабшаха относятся к Новому Сараю. И. В. Волков допускает, что Кандак может соответствовать Ак-Сараю, находившемуся близ посёлка Комсомольского.
Часть учёных полагает, что Сарай (Старый) прекратил существование в XV веке; их точка зрения отражена в Большой Советской и Большой Российской энциклопедиях, а также в Энциклопедии ислама. Возможно, после разрушения Нового Сарая Тимуром в 1395 году город вновь стал ханской резиденцией. Высказывалась гипотеза, что Сарай и Новый Сарай — это один и тот же город. По мнению В. Г. Рудакова и А. В. Пачкалова, после запустения первого Сарая эпитет «Новый» («ал-Джедид») потерял актуальность. Со второй половины XIV века город стали всё чаще называть просто Сараем. На некоторых итальянских картах показаны города Saray (или Iangoquent — Янгикент, что значит «Новый город») и Eschisari (Эски-Сарай, то есть Старый Сарай), на других — Saray и Saray grando (или Sarai maçor, то есть Большой Сарай).

## Местоположение

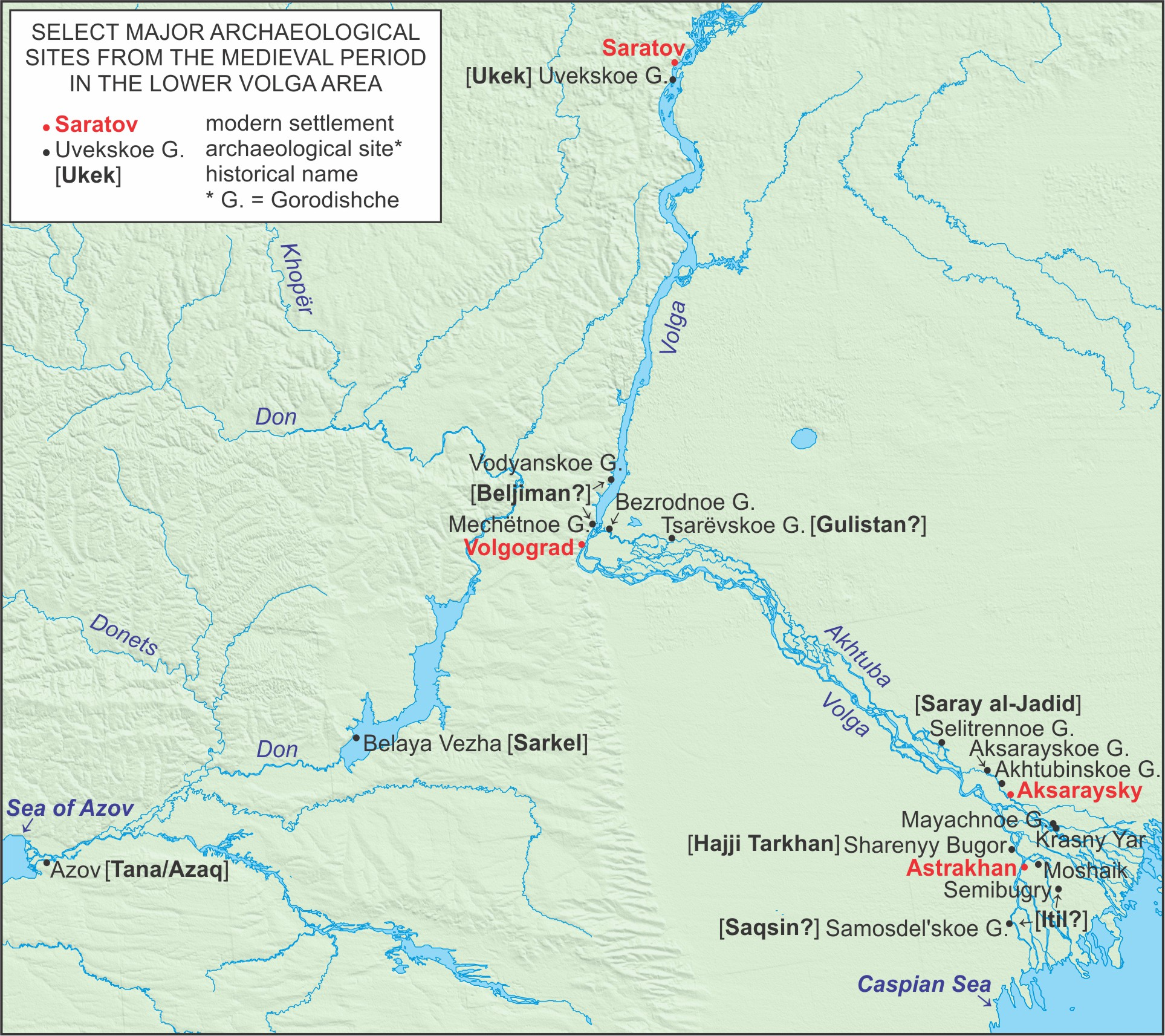
Средневековые памятники Нижнего Поволжья

К концу XX века в науке утвердилось мнение о существовании в Золотой Орде двух столиц: Сарая, основанного Бату, и Нового Сарая, строительство которого началось при хане Узбеке. Согласно этой версии, остатками первого Сарая является Селитренное городище в Астраханской области, а Нового Сарая — Царевское городище в Волгоградской области. Ни на одном из этих памятников не выявлены слои второй половины XIII — начала XIV века, что заставляет исследователей искать Старый Сарай в ином месте.
По мнению А. В. Пачкалова, С. Ю. Скисова и Д. В. Васильева, город Сарай первоначально располагался близ нынешнего села Красный Яр, где встречены следы крупного поселения и могильника второй половины XIII — 40-х годов XIV века. Впрочем, по данным поздней Ключарёвской летописи, город, находившийся на месте Красного Яра, назывался Кизил. Согласно Е. В. Пигарёву, монетные находки свидетельствуют о возникновении Кизила не позднее рубежа XIII—XIV веков и затухании жизни в городе к началу XV века.
По другой гипотезе, Старый Сарай (он же Сарай ал-Махруса или Ак-Сарай) находился в районе Аксарайска, Сеитовки и Комсомольского на Ахтубе. Город развился из зимней кочевой ставки, вытянутой вдоль берега на несколько километров. Археологические исследования в этой местности проводились П. С. Рыковым, В. Д. Белецким, В. А. Филипченко, В. В. Плаховым, В. В. Дворниченко и Ю. А. Зеленеевым. Д. В. Васильев полагает, что Ак-Сарай мог выполнять функции зимней ставки в период между упадком Старого Сарая и строительством Нового (конец XIII — начало XIV века).